# Gilles Brassard
Pour les articles homonymes, voir Brassard (homonymie).
Gilles Brassard (né le 20 avril 1955 à Montréal (Québec, Canada)) est un cryptologue canadien. Il a notamment aidé à jeter les bases de la cryptographie quantique.

## Biographie
Gilles Brassard naît en 1955 dans le quartier Ahuntsic à Montréal. Il grandit dans une famille de cinq enfants dans le quartier Villeray. Dès son plus jeune âge, il est passionné par les mathématiques, passion qu'il a reçue de son grand frère, Robert Brassard, qui prenait plaisir à lui enseigner des concepts avancés de mathématiques. En 1968, à l'école secondaire Saint-Viateur, avec Jean-Paul Brassard et Michel Touchette, il invente un Binair-o-Mètre, soit « une machine transformant les nombres du système décimal au système binaire »,,. À 13 ans, il entre à l'Université de Montréal où il étudie l’informatique. Il y obtient un baccalauréat en 1972 et une maîtrise en 1975. Il poursuit ses études à l'Université Cornell où la lecture d’un article sur la cryptographie le passionne et l’incite à rediriger ses études de PhD vers ce domaine. Il obtient son doctorat en cryptographie en 1979, sous la supervision de John Hopcroft. 
Il est professeur au DIRO, le département d'informatique et de recherche opérationnelle de l'Université de Montréal, depuis lors, et est professeur titulaire depuis 1988.

## Travail scientifique
Ses travaux les plus connus portent sur les fondements de la cryptographie quantique, la téléportation quantique,, la distillation de l'intrication quantique, la pseudotélépathie et la simulation classique de l'intrication quantique. Certains de ces concepts sont toujours théoriques, mais quelques-uns ont été appliqués en laboratoire.
En 1984, avec Charles H. Bennett, Brassard invente le protocole BB84, un protocole de cryptographie quantique,. Plus tard, il a davantage contribué au sujet en y incluant le protocole de correction d'erreurs par cascade, ce qui détecte et corrige efficacement le bruit causé par un observateur externe (eavesdropper) d'un signal cryptographique quantique.
En 1993, avec d’autres chercheurs, il jette les bases de la téléportation quantique et parvient à téléporter des photons sur une courte distance. Le journal scientifique Science considérait alors qu’il s’agissait d’une des plus importantes découvertes de l’année. En 2003, la revue Technology Review du Massachusetts Institute of Technology nomme la cryptographie quantique comme l'une des dix nouvelles technologies porteuse de changements pour le monde.

## Anecdote
Son nombre d'Erdős est de 2, puisqu'il a écrit un article avec Carl Pomerance.
Il est né le 20 avril 1955, soit deux jours après le décès d'Albert Einstein survenu le 18 avril 1955. Einstein est l'une des idoles de jeunesse de Brassard et ce dernier a d'ailleurs pris la défense du physicien allemand dans une vidéo en anglais sur YouTube intitulée « Gilles Brassard - Could Einstein have been right after all? (Public Talk at LMU) » https://www.youtube.com/watch?v=i-VBGAs_47M, que l'on peut traduire librement en français par « Gilles Brassard - Einstein aurait-il pu avoir raison après tout? (Discours public à la LMU) ».

## Distinctions
- Prix Breakthrough 2023 de physique fondamentale pour ses recherches en information quantique 2022 (avec Charles H. Bennett, David Deutsch et Peter Shor)[5],[10].
- Prix Wolf de physique 2018[1].
- Officier, Ordre national du Québec 2017[11]
- Officier, Ordre du Canada 2014[11]
- Membre, Royal Society of London, 2013[12].
- Prix Killam en sciences naturelles, 2011[11].
- Récipiendaire de la Médaille d’or Herzberg du CRSNG 2009.
- IACR Distinguished Lecturer, 2008.
- OCTAS de la Personnalité de l'année en TI au Québec, FiQ, 2007.
- Prix d'excellence du CRSNG, 2006.
- Fellow, International Association for Cryptologic Research (IACR), 2006.
- Rank Prize en opto-électronique, 2006.
- Fellow, Institut canadien de recherche avancée (ICRA), 2002.
- ISI Highly Cited Researcher, Thomson Scientific.
- Chaire de recherche du Canada, 2001.
- Prix Marie-Victorin, 2000[12].
- Membre étranger de l'Académie des sciences de Lettonie, 1998.
- Bourse de recherche Killam, 1997.
- Membre de l'Académie des sciences, Société royale du Canada, 1996.
- Personnalité de l'année en sciences et technologie, La Presse, 1995.
- Prix Steacie, 1994[13].
- Prix de l'enseignement de l'Université de Montréal, 1993.
- Grand Débrouillard, Les Débrouillards, mai 1993.
- Prix Urgel-Archambault, 1992.
- Bourse commémorative E.W.R. Steacie, 1992.